# Carlo Candida
Frà Carlo Candida (Lucera, 7 ottobre 1762 – Roma, gennaio 1845) fu luogotenente generale del Sovrano Militare Ordine di Malta.

## Biografia
Figlio di Diego Candida e di Chiara Roverella,  Carlo nacque il 7 ottobre 1762 a Lucera, da una nobile famiglia patrizia di Lucera. Il palazzo nobiliare che portava il nome di famiglia è tutt'oggi esistente nei pressi della Chiesa del Carmine e appartiene alla Famiglia Dell'Osso, anch'essa lucerina.
Prima della sua elezione a luogotenente generale, Candida era stato ammiraglio della flotta del Sovrano Militare Ordine di Malta, per poi divenire commendatore territoriale delle sedi di Roma, Barletta e Capua che poi erano state strappate all'Ordine. Durante la propria reggenza egli riuscì a far sì che le commende romane tornassero in seno ai cavalieri maltesi, lasciando che si attuasse anche il progetto di spostare la sede dell'Ordine da Ferrara a Roma, ponendosi dal 2 giugno 1834 sotto la diretta protezione del Pontefice ed avvicinandosi alla capitale della cristianità.
A Roma il Candida avviò anche la creazione a partire dal 1841 di un ospedale per ufficiali pontifici gestito dagli stessi cavalieri dell'Ordine presso i locali della chiesa di San Francesco a Ponte Sisto, anche se tale istituzione non ebbe vita lunga e terminò a seguito di un incendio nel 1844.
L'Ordine, sotto la sua direzione, riprese grande vigore dopo il tracollo di fine Settecento e riuscì ad ottenere largo consenso anche presso le altre potenze europee che dominavano in Italia: l'imperatore Ferdinando I d'Austria con sovrana risoluzione del 15 gennaio 1839 ristabilì il Gran Priorato di Lombardia e Venezia, ponendo in quest'ultima città la sede del priorato, in un palazzo presso la chiesa cittadina di San Giovanni Battista, patrono appunto dell'Ordine. Similmente Ferdinando I delle Due Sicilie ristabilì il Baliaggio di Napoli e anche i duchi di Modena, Lucca e Parma reintrodussero delle commende nei loro territori. Il Sovrano Militare Ordine di Malta sbarcò anche in Piemonte nel 1844 sotto la tutela di re Carlo Alberto.
Carlo Candida morì a Roma nel gennaio del 1845, venendo sepolto nella chiesa di San Francesco.